# Pim Berkhout
Pim Berkhout (30 maart 1974) is een voormalig Nederlandse langebaanschaatser die vanaf 1997 uitkwam voor het land Tsjechië. Zijn specialiteit lag in de middellange afstand; de 1500 meter. In de Adelskalender stond hij medio december 2007 op een 280e positie, anno maart 2009 is dat positie 339.
Voordat Berkhout samen met collega-schaatser Erik Bouwman uitkwam voor Tsjechië, kregen zij in seizoen 1997/1998 een startverbod van de ISU.

## Persoonlijke records
| Afstand      | Tijd     | Datum           | Baan       |
| ------------ | -------- | --------------- | ---------- |
| 500 meter    | 36,97    | 16 januari 2000 | Calgary    |
| 1000 meter   | 1.12,11  | 30 januari 2000 | Calgary    |
| 1500 meter   | 1.49,18  | 18 maart 2000   | Calgary    |
| 3000 meter   | 3.53,94* | 17 maart 2000   | Calgary    |
| 5000 meter   | 6.47,58  | 18 maart 2000   | Calgary    |
| 10.000 meter | 15.02,10 | 11 maart 1993   | Heerenveen |

* tevens Tsjechisch record